# Kumla

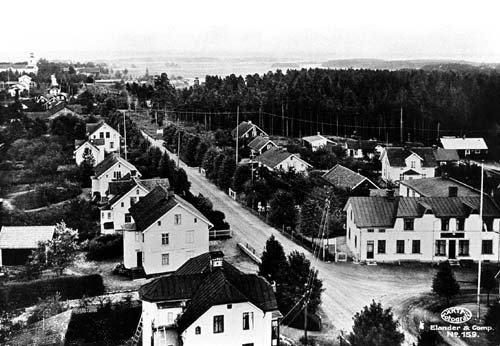
Kumla, ca. 1920

Kumla este un oraș în Suedia.

## Demografie
| \| Evoluția demografică a zonei urbane Kumla, 1970–2015 \| Evoluția demografică a zonei urbane Kumla, 1970–2015 \| Evoluția demografică a zonei urbane Kumla, 1970–2015 \| Evoluția demografică a zonei urbane Kumla, 1970–2015 \| Evoluția demografică a zonei urbane Kumla, 1970–2015 \| \| --------------------------------------------------------------------------------------- \| ---------------------------------------------------- \| ---------------------------------------------------- \| ---------------------------------------------------- \| ---------------------------------------------------- \| \| An \| \| \| Locuitori \| \| \| 1970 \| 1970 \| \| 10.734 \| 10.734 \| \| 1975 \| 1975 \| \| 11.451 \| 11.451 \| \| 1980 \| 1980 \| \| 11.596 \| 11.596 \| \| 1990 \| 1990 \| \| 12.186 \| 12.186 \| \| 1995 \| 1995 \| \| 12.604 \| 12.604 \| \| 2000 \| 2000 \| \| 12.592 \| 12.592 \| \| 2005 \| 2005 \| \| 13.033 \| 13.033 \| \| 2010 \| 2010 \| \| 14.062 \| 14.062 \| \| 2015 \| 2015 \| \| 16.663 \| 16.663 \| \| Sursa: SCB - Statistika Centralbyrån, Folkmängden per tätort. Vart femte år 1960 - 2016 \| \| \| \| \| |      |  |           |        |
| Evoluția demografică a zonei urbane Kumla, 1970–2015 |      |  |           |        |
| An |      |  | Locuitori |        |
| 1970 | 1970 |  | 10.734    | 10.734 |
| 1975 | 1975 |  | 11.451    | 11.451 |
| 1980 | 1980 |  | 11.596    | 11.596 |
| 1990 | 1990 |  | 12.186    | 12.186 |
| 1995 | 1995 |  | 12.604    | 12.604 |
| 2000 | 2000 |  | 12.592    | 12.592 |
| 2005 | 2005 |  | 13.033    | 13.033 |
| 2010 | 2010 |  | 14.062    | 14.062 |
| 2015 | 2015 |  | 16.663    | 16.663 |
| Sursa: SCB - Statistika Centralbyrån, Folkmängden per tätort. Vart femte år 1960 - 2016 |      |  |           |        |